# جبل أبردين
جبل أبردين (بالإنجليزية: Mount Aberdeen) هو جبل يقع في ألبرتا، كندا، ضمن منتزه بانف الوطني، ويُعد جزءًا من روكي الكندية. يبلغ ارتفاعه حوالي 3,151 متر (10,338 قدم).

## التسمية
تمت تسمية الجبل في عام 1897 من قبل المستكشف الكندي توم ويلسون، تكريمًا لـجون كامبل هاميلتون-غوردون، ماركيز أبردين السابع، والذي كان يشغل منصب الحاكم العام لكندا في ذلك الوقت.

## الجغرافيا
يقع جبل أبردين جنوب شرق جبل تمبل، ويطل على بحيرة لويز. يتألف من قمتين:
- القمة الرئيسية، ويبلغ ارتفاعها 3,151 متر (10,338 قدم).

- قمة هادين (Haddo Peak)، الواقعة إلى الجنوب الشرقي من القمة الرئيسية، ويبلغ ارتفاعها حوالي 3,070 متر (10,070 قدم).

## التسلق
تم أول صعود مسجل للجبل في عام 1894 من قبل Walter D. Wilcox وSamuel E.S. Allen وL.F. Frissell، وهم جزء من بعثة استكشافية في المنطقة. يُعد التسلق إلى القمة تحديًا متوسط الصعوبة، ويتطلب معدات مناسبة لتسلق الصخور.